# Fiorella Pennano
Fiorella Pennano Hamann (Lima, 23 de enero de 1991) es una actriz y directora de teatro peruana radicada en España, conocida por el rol estelar de Sofía Romero en la telenovela Ven, baila, quinceañera y el rol protagónico de Blanca del Bosque en Princesas. 
Además de su faceta en la televisión, en 2018 fue nominada a los Premios Platino en la categoría Mejor actriz, por su actuación en la película Rosa mística.

## Primeros años
Nacida en la capital Lima el 23 de enero de 1991, es proveniente de una familia de clase media alta. Es la hija mayor del economista y político peruano Guido Pennano y de la actriz Cecilia Hamann, además de ser la hermana del actor Franco Pennano, con quién participó en algunos de sus proyectos.[cita requerida] También es prima de la actriz y profesora de teatro Karina Jordán.
Realizó la primaria y secundaria en el Colegio San Silvestre, para luego mudarse a Canadá para estudiar en el conservatorio de actuación de la Universidad de York, siendo finalmente graduada ejerciendo la profesión. [cita requerida] Anteriormente, Pennano estudió por dos años la carrera de comunicaciones.

## Trayectoria
Pennano debutó en la actuación en el 2013 participando en diversas obras teatrales como protagonista, además de ser nominada a los Premios Luces como Mejor actriz de teatro. [cita requerida]

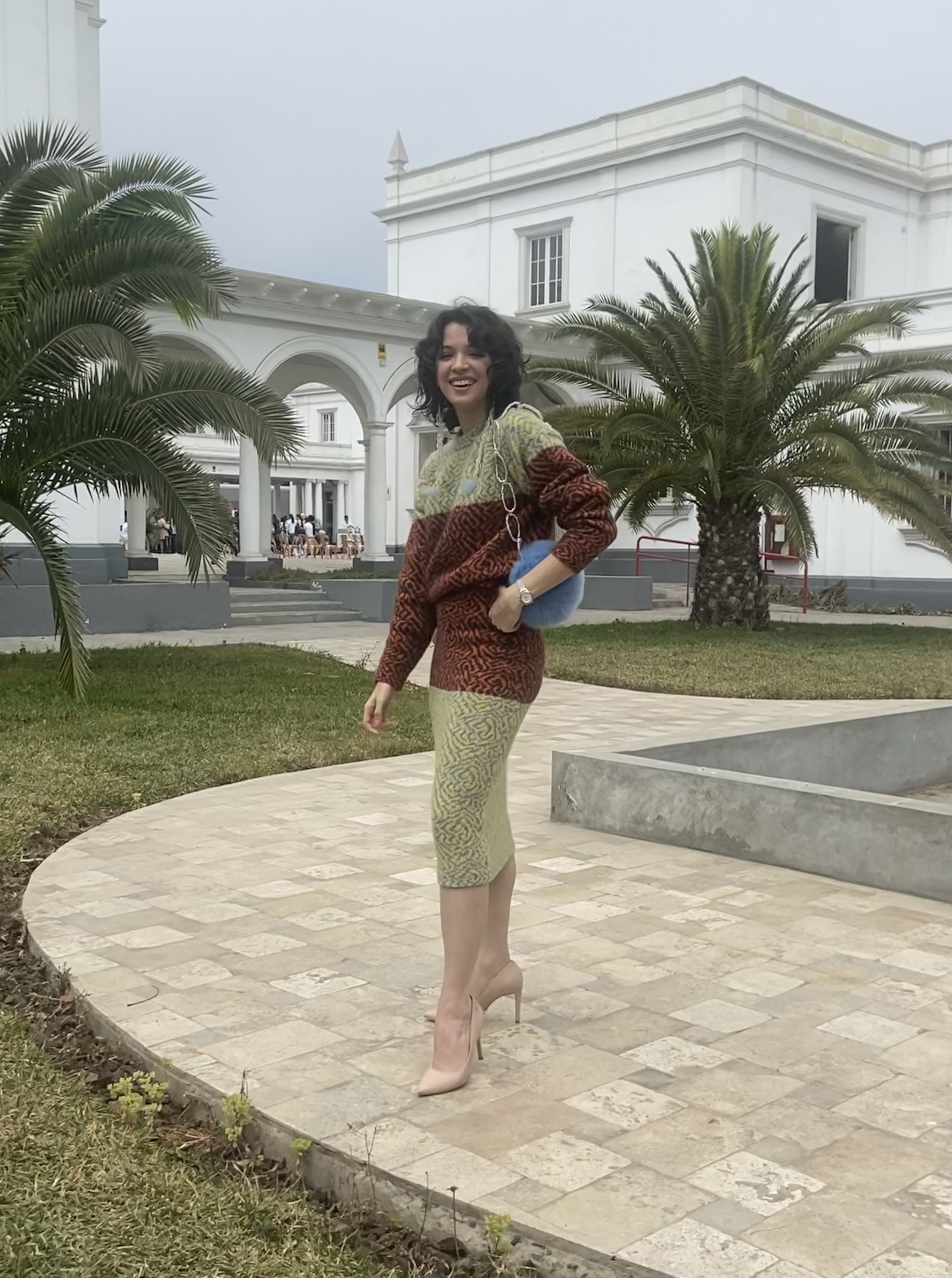
Pennano en 2021.

Años después, en 2016 tuvo una participación especial en la serie Al fondo hay sitio como Almudena del Río, la saliente del antagonista Camilo de la Borda (interpretado por el actor José Dammert).
En 2017, alcanzó la fama gracias al ser incluida en la telenovela Ven, baila, quinceañera obteniendo el rol estelar al interpretar a la productora de contenido Sofía Romero, que tras el éxito de su personaje y de la trama, participó con el mismo rol de la tercera temporada en 2018, incluyendo en la serie cómica Los Vílchez. 
En el cine, asume el protagónico junto a la fallecida actriz peruana Sofía Rocha la película de terror Maligno el año 2016.En ese año, fue protagonista de la obra teatral Huracán con Omar García y Sergio Paris. Protagoniza la cinta biográfica Rosa mística en 2018 con el papel de Santa Rosa de Lima, siendo nominada a los Premios Platino en la categoría Mejor actriz. [cita requerida]
Además en 2021 tuvo una participación especial en la película Larga distancia en el papel de la practicante Nía.[cita requerida]
En 2020, asumió nuevamente el rol protagónico, participando en la telenovela Princesas, basado en la obra de los Hermanos Grimm, interpretando a Blanca del Bosque, la versión moderna de la princesa Blancanieves, además de ser nominada como Mejor actriz de televisión por los Premios Luces y sumarse con el mismo rol en la segunda temporada bajo el nombre de Brujas, que está por estrenarse en 2022. [cita requerida]
Además, en el teatro, protagonizó junto a la también actriz Norma Martínez en la obra La poeta.
A la par con su carrera en la actuación, Pennano se dedica por un tiempo a la producción y dirección de obras de teatro. [cita requerida]
En 2021 participó como asistente de dirección de la obra teatral Fieras, donde se realizó en el Teatro Británico.[cita requerida]

## Filmografía

### Televisión
- Al fondo hay sitio (2016) como Almudena del Río (rol antagónico reformado).
- Ven, baila, quinceañera (2016-2018) como Sofía Romero (rol principal).
- Los Vílchez (2019-2020) como Sofía Romero (invitada y principal).
- De vuelta al barrio (2019) como Tesoro "Tessy" Flores Ugarte (invitada especial).[11]
- Te volveré a encontrar (2020) como Silvana Palacios Luna-Acevedo (rol principal).[12]
- Princesas (2020-2021) como Blanca del Bosque (protagónico).[13][14]

### Cine
- La pasión de Javier (2019) como la prima de Laura (rol principal).
- Maligno (2016) como Luciana (protagónico).
- Como en el cine (2015) como Ariana (coprotagónico).
- Rosa mística (2018) como Santa Rosa de Lima (protagónico).[15]
- Danubio azul (2016)
- Huracán (2016)
- Asunción (2015)
- Café desvelado (2018)
- Larga distancia (2021) como Nía (coprotagónico).
- Busco novia (2022) como Mariana (rol principal).
- La pena máxima (2022) como Cecilia (protagónico).

### Teatro
- El pabilo de la vela (2023)
- La poeta (2022)
- Stop Kiss (2015)[4]
- Pulmones de Duncan (2013)
- Contracciones (2013)

## Premios y nominaciones
| Año  | Premios                      | Categoría                  | Trabajo      | Resultado | Ref.             |
| ---- | ---------------------------- | -------------------------- | ------------ | --------- | ---------------- |
| 2015 | Premios Luces de El Comercio | Mejor actriz de teatro     | Stop Kiss    | Nominada  | [cita requerida] |
| 2018 | Premios Platino              | Mejor actriz               | Rosa mística | Nominada  | [cita requerida] |
| 2020 | Premios Luces de El Comercio | Mejor actriz de televisión | Princesas    | Nominada  | [ 16 ]           |